# Bad Channels (banda sonora)
Bad Channels es la banda sonora del filme del mismo nombre, editada en 1992. 
El disco incluye canciones de Blue Öyster Cult, Joker, Fair Game (con Ron Keel), Sykotik Sinfoney, DMT y Ukelaliens, además de la música incidental completa, compuesta e interpretada por Blue Öyster Cult.

## Contenido

### Lista de canciones
1. "Demon's Kiss" (Eric Bloom, Donald Roeser, John Shirley) – 3:53 (Blue Öyster Cult)
2. "The Horsemen Arrive" (Bloom, Roeser, Shirley) – 6:12 (Blue Öyster Cult)
3. "That's How It Is" – 3:07 (Joker)
4. "Jane Jane (The Hurricane)" – 3:03 (Joker)
5. "Somewhere in the Night" – 4:30 (Fair Game)
6. "Blind Faith" – 4:24 (Fair Game)
7. "Manic Depresso" – 4:03 (Sykotik Sinfoney)
8. "Mr. Cool" – 3:38 (Sykotik Sinfoney)
9. "Myth of Freedom" – 5:07 (DMT)
10. "Touching Myself Again" – 3:59 (DMT)
11. "Little Old Lady Polka" – 3:04 (Ukelaliens)

### Música incidental de Blue Öyster Cult
1. "Bad Channels Overture" – 2:01
2. "Power Station" – 2:02
3. "Power Station II" – 1:38
4. "Shadow" – 0:26
5. "V.U." – 0:52
6. "Cosmo Rules, but Lump Controls" – 1:09
7. "Battering Ram" – 1:25
8. "This Dude Is F****d" – 2:24
9. "Pick Up Her Feed" – 1:53
10. "Spray That Scumbag" – 1:54
11. "Out of Station" – 1:22
12. "Tree Full of Owls" – 1:08
13. "Cookie in Bottle" – :40
14. "Corky Gets It" – 1:01
15. "Eulogy for Corky" – :43
16. "Spore Bomb" – 1:06
17. "Remodeling" – 2:14
18. "Ginger Snaps" – 1:35
19. "Moon Gets It" – 0:39

## Miembros de Blue Öyster Cult
- Eric Bloom - voz, guitarras, teclados
- Buck Dharma - guitarras, voz, teclados
- Allen Lanier - guitarras, teclados
- Jon Rogers - bajo, coros
- Chuck Burgi - batería, coros